# Franz Rheinberger
Franz Rheinberger, genannt Bubbes (* 22. Februar 1927 in Köln-Ehrenfeld; † 10. November 1944 ebenda) war ein deutscher jugendlicher Widerstandskämpfer gegen den Nationalsozialismus und Opfer des Faschismus.

## Leben

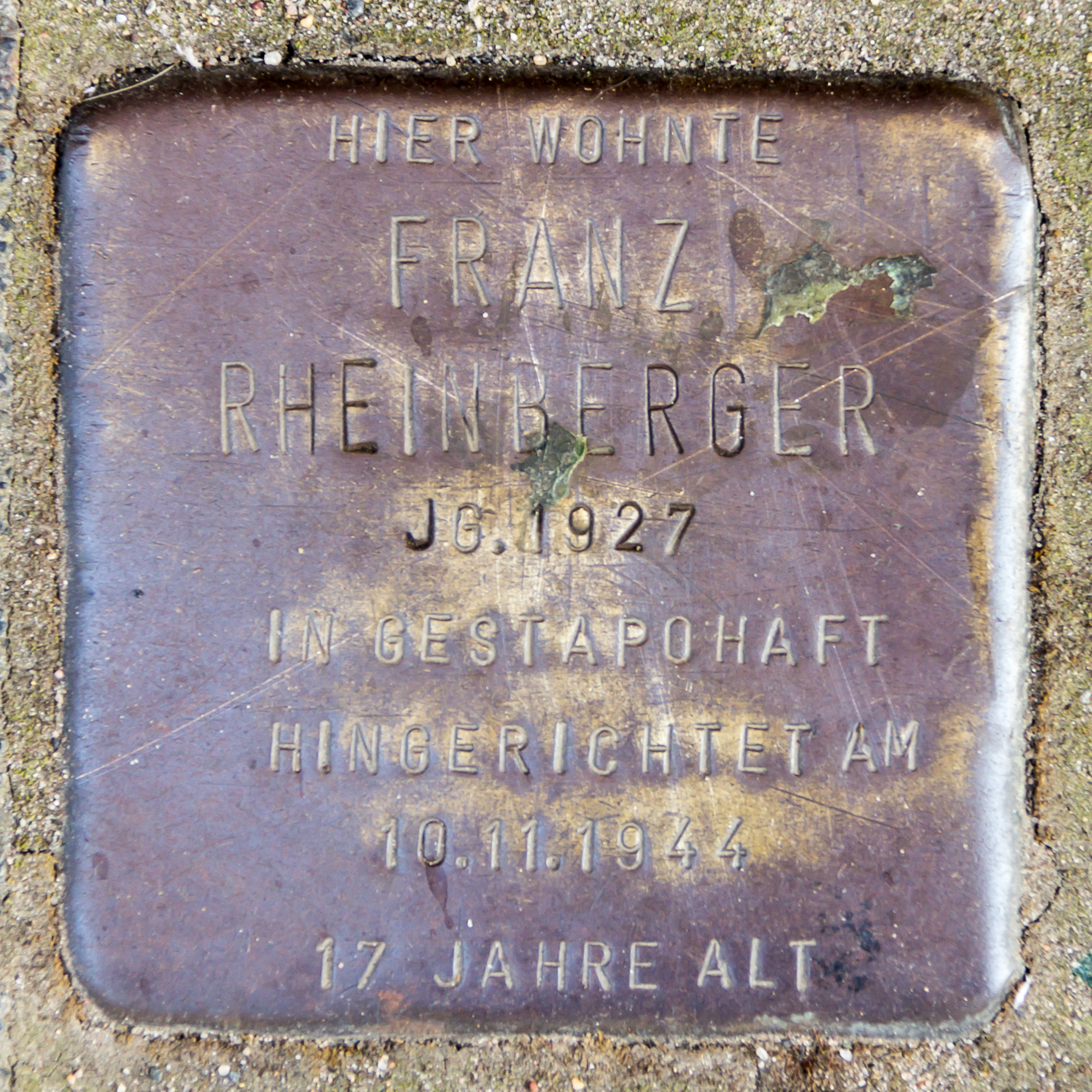
Stolperstein für Franz Rheinberger in der Lichtstraße, Köln-Ehrenfeld

Rheinberger stammte aus einer armen Familie mit antifaschistischem Hintergrund und war aufgrund von „ungünstigen Familienverhältnissen“ von 1938 bis Ende 1943 in einer „Fürsorgeanstalt“ untergebracht. Er gehörte keiner politischen Organisation an. Mit 17 Jahren hatte er im April 1944 wegen „Arbeitsbummelei“ seinen Arbeitsplatz verloren, hatte aber dafür eine illegale Ersatzarbeit auf einer Baustelle angenommen. Hier lernte er Hans Steinbrück kennen, einen aus dem KZ-Außenlager Köln-Messe geflohenen Häftling und Kopf der Ehrenfelder Gruppe, zu der geflohene Ostarbeiter und KZ-Häftlinge, Deserteure und vermutlich auch einige wenige jüngere Edelweißpiraten gehörten. 
Im Juni 1944 traf Rheinberger am Bunker Körnerstraße den gleichaltrigen Bartholomäus Schink und führte diesen in Folge in eine Gruppe von Edelweißpiraten ein, die sich im inneren Grüngürtel am Ehrenfelder Loch versammelte. Später vertiefte er den Kontakt zu Hans Steinbrück wieder, und er soll nicht mehr ins „Loch“ gekommen, stattdessen in verschiedene Waffen- und Lebensmittelgeschäfte mit Steinbrück involviert gewesen sein.
Nach der Entdeckung eines Waffenlagers der Steinbrück-Gruppe, und nachdem es im Herbst 1944 zu gewaltsamen Zusammenstößen mit Staatsorganen bis hin zu einer Schießerei mit Toten gekommen war – an denen Rheinberger vermutlich am Rande involviert war –, wurde bis in den Oktober hinein eine höhere zweistellige Anzahl Personen festgenommen, darunter Rheinberger. Vom 4. Oktober 1944 bis 10. November 1944 wurde er mit insgesamt mindestens neun weiteren Personen im Gefängnis der Kölner Gestapo in der Abtei Brauweiler inhaftiert und vernommen.
Am 10. November 1944 wurde Franz Rheinberger gemeinsam mit weiteren zwölf der Festgenommenen in der Hüttenstraße von Ehrenfeld ohne Gerichtsverfahren öffentlich gehenkt. Er wurde danach auf Anweisung der Gestapo zusammen mit den anderen Opfern direkt nach der Hinrichtung auf dem Kölner Westfriedhof in Feld II anonym in vier verschiedenen Grabstätten beigesetzt. Eine Zuordnung der genauen Grablage ist nicht mehr möglich.

## Nachwirkung
Nachdem es in der Nachkriegszeit und lange danach eine Kontroverse darüber gegeben hatte, ob und inwieweit Edelweißpiraten bzw. die Ehrenfelder Gruppe als Widerstandskämpfer anzuerkennen seien, würdigte der Kölner Regierungspräsident Jürgen Roters im Juni 2005 die vier jüngsten der Hingerichteten, darunter Franz Rheinberger, mit einer postumen Anerkennung als Widerstandskämpfer.
In Köln-Ehrenfeld wird Franz Rheinbergers seit 2010 im Rahmen eines großen, mehrteiligen Wandgemäldes gedacht, das am Ort der Hinrichtung an die Ereignisse und die ermordeten Personen erinnert. Außerdem erinnert an der Lichtstraße an seiner letzten Wohnadresse ein Stolperstein von Gunter Demnig an ihn.